# Finlands självständighet
Finlands självständighetsförklaring antogs av Finlands lantdag den 6 december 1917. I den förklarades Finland vara en självständig nationalstat, Republiken Finland. Tidigare hade Finland lytt under rysk överhöghet som Storfurstendömet Finland. Detta datum blev Finlands nationaldag, självständighetsdagen.

## Tillkomst
Februarirevolutionen 1917, och i ännu högre grad oktoberrevolutionen, hade tänt förhoppningar också i Storfurstendömet Finland. Efter storfursten Nikolaj II:s abdikation den 15 mars 1917, förlorade personalunionen mellan Ryssland och Finland sin legalitet – åtminstone var synsättet sådant i Helsingfors.
Den 15 november förklarade det finländska parlamentet, lantdagen, följaktligen sig vara ”innehavare av den högsta statsmakten” i Finland, och stödde sig på Finlands konstitution, närmare bestämt § 38 i den gamla (svenska) regeringsformen från 1772, som riksdagen antagit efter kung Gustav III:s oblodiga kupp.
Den 15 november 1917 påbjöd bolsjevikerna allmän självbestämmanderätt, innefattande rätten till fullständigt utträde, ”för Rysslands folk” (plural). Samma dag antog lantdagen en förklaring varigenom den temporärt tog på sig monarkens maktbefogenheter i Finland.
Den gamla regeringsformen ansågs emellertid inte längre lämplig. Ledarskiktet hade länge ansett monarki och ärftliga adelsprivilegier som föråldrade och förespråkade en republikansk konstitution för Finland.

### 6 december: Självständighetsförklaringen antas och erkänns
Finlands senat, den regering lantdagen hade utsett i november, inkom till lantdagen med en proposition om en ny republikansk regeringsform den 4 december. Självständighetsförklaringen var tekniskt utformad som ett förord till propositionen och var tänkt att godkännas av lantdagen. Den 6 december beslutade lantdagen att anta självständighetsförklaringen, efter en omröstning där 100 ledamöter röstade för Svinhufvudministärens förslag och 88 för den socialdemokratiska oppositionens motförslag. Genom inbördeskriget 1918 förföll förslaget till ny regeringsform och först 1919 kunde en ny regeringsform antas.
Den 18 december (31 december nya stilen) utfärdade folkkommissariernas råd (Rysslands regering) ett dekret som erkände Finlands oavhängighet och den 22 december (4 januari 1918 nya stilen) godkändes det av den allryska centrala exekutivkommittén, det högsta lagstiftande och verkställande organet.
| \| \| \| \| \| Självständighetsförklaringen på svenska med senatorernas namnunderskrifter. \| \| \| |  |                                                                             |
| Självständighetsförklaringen på svenska med senatorernas namnunderskrifter.                         |  | Självständighetsförklaringen på svenska med senatorernas namnunderskrifter. |
| Självständighetsförklaringen på svenska med senatorernas namnunderskrifter.                         |  |                                                                             |

### Lista över länders erkännande av självständigheten
| Finland                                         | 6 december 1917  |
| Ryska SFSR                                      | 4 januari 1918   |
| Frankrike                                       | 4 januari 1918   |
| Sverige                                         | 4 januari 1918   |
| Tyskland                                        | 4 januari 1918   |
| Grekland                                        | 5 januari 1918   |
| Norge                                           | 10 januari 1918  |
| Danmark                                         | 10 januari 1918  |
| Schweiz                                         | 11 januari 1918  |
| Österrike-Ungern                                | 13 januari 1918  |
| Nederländerna                                   | 28 januari 1918  |
| Spanien                                         | 21 februari 1918 |
| Osmanska riket                                  | 21 februari 1918 |
| Bulgarien                                       | 27 februari 1918 |
| Argentina                                       | 11 maj 1918      |
| Persien                                         | 23 juli 1918     |
| Siam                                            | 9 oktober 1918   |
| Polen                                           | 8 mars 1919      |
| Storbritannien                                  | 6 maj 1919       |
| USA                                             | 7 maj 1919       |
| Japan                                           | 23 maj 1919      |
| Belgien                                         | 10 juni 1919     |
| Chile                                           | 17 juni 1919     |
| Peru                                            | 23 juni 1919     |
| Italien                                         | 27 juni 1919     |
| Uruguay                                         | 18 augusti 1919  |
| Liechtenstein                                   | 27 oktober 1919  |
| Portugal                                        | 19 december 1919 |
| Brasilien                                       | 26 december 1919 |
| Colombia                                        | 31 december 1919 |
| Rumänien                                        | 8 april 1920     |
| Venezuela                                       | 18 april 1920    |
| Panama                                          | 17 maj 1920      |
| Ecuador                                         | 25 juli 1920     |
| Ungern                                          | 23 augusti 1920  |
| Paraguay                                        | 3 juli 1921      |
| Luxemburg                                       | 25 oktober 1921  |
| Serbernas, kroaternas och slovenernas kungarike | 27 juli 1922     |
| Afghanistan                                     | 17 juli 1928     |
| Albanien                                        | 1 december 1928  |

### Kungariket Finland
Kungariket Finland var ett försök att göra Finland till monarki efter inbördeskriget 1918. Fredrik Karl av Hessen valdes till Finlands kung – i enlighet med regeringsformen från 1772 men i strid mot självständighetsförklaringen där man utropat en republik. Fredrik Karl bad om betänketid och avstod innan han krönts. Tysklands nederlag i kriget och Vilhelm II:s abdikation följde snart efter valet och då syntes det inte längre acceptabelt med en tysk prins på Finlands tron, särskilt som Finland sökte erkännande för sin självständighet även hos första världskrigets segrarmakter. Västmakterna hade samtidigt meddelat att man inte skulle komma att erkänna prinsen av Hessen som finsk kung. Fredrik Karl avsade sig därför tronen via ett brev till Finlands folk daterat den 14 december 1918, detta redan innan han hade tillträtt sitt ämbete. Pehr Evind Svinhufvud avgick också från posten som riksföreståndare till förmån för den mer västvänlige Gustaf Mannerheim. Mannerheim, en finländsk adelsman som till 1917 hade varit general i den kejserliga ryska armén, hade kallats till överbefälhavare för de vita i inbördeskriget, blev den siste riksföreståndaren och var med och genomdrev den republikanska regeringsformen 1919.